# Special Boat Service

Abzeichen des SBS

Der Special Boat Service (SBS) ist die maritime Spezialeinheit der Streitkräfte des Vereinigten Königreichs und ist wie der Special Air Service, das Special Reconnaissance Regiment (SRR) und die Special Forces Support Group (SFSG) Teil der Spezialeinsatzkräfte (Special Forces Community) von Großbritannien, der United Kingdom Special Forces (UKSF). Das Motto der Einheit lautete Not By Strength, By Guile – Nicht durch Stärke, sondern List, wurde aber durch By Strength And Guile – Durch Stärke und List ersetzt (siehe Abbildung).

## Auftrag
Der SBS ist spezialisiert auf Einsätze im und am Wasser, auf Landungsoperationen und Einsätze auf Schiffen oder Bohrinseln. Dazu gehören Geiselbefreiungen ebenso wie der Schutz britischer Schiffe und Hafenanlagen, oder die Sabotage gegnerischer Einrichtungen.
Die Fähigkeiten der SBS-Soldaten sind nicht auf das Tauchen und Schwimmen begrenzt. Sie werden ebenso im Fallschirmspringen mit automatischen Sprungfallschirmen und im MFF ausgebildet sowie im Fastroping aus Hubschraubern. Als triphibische Einsatzkräfte können sie auch an Land unerkannt Einsätze durchführen. Dies ist Einsatzgrundlage aller modernen Marinespezialeinheiten.
Die Rolle des SBS als Waffentaucher ist vergleichbar mit der der Kampfschwimmer der Deutschen Marine oder der der amerikanischen Navy Seals.

## Organisation
Der SBS ist als Verband Teil der Royal Marines Commandos, die selbst integraler Bestandteil der Royal Navy sind. Er ist personell wahrscheinlich kleiner als die Partnereinheit SAS.
Das Hauptquartier ist derzeit noch die Marinebasis Poole in der Grafschaft Dorset. Doch gibt es Berichte, wonach der SBS in die Basis Whale Island in Portsmouth umziehen soll.
Die Truppe wurde 1987 neu organisiert und trägt seitdem den Namen Special Boat Service. Zuvor war sie als Special Boat Squadron bekannt und hatte ungefähr 150 Mitglieder. Dazu gab es – ähnlich dem SAS – auch eine Reserveeinheit, die als SBS (R) geführt wurde. Diese setzte sich aus ca. 50 ehemaligen Angehörigen des aktiven SBS zusammen. Seit der Neuorganisation soll der SBS eine größere Personalstärke besitzen. Darüber gibt es jedoch keine genauen Zahlen, da die britische Regierung keine Details zu ihren spezialisierten Einsatzkräften frei gibt. Die Presse geht von 200 bis 300 Soldaten aus, die gegenwärtig im SBS dienen.
Laut einem Bericht des britischen Verteidigungsministeriums über die Struktur der Streitkräfte existieren vier Squadrons, drei aktive und eine Reserveeinheit. Die Soldaten werden in 16-Mann-Teams eingesetzt, können aber auch in 8- und 4-Mann-Gruppen oder paarweise aktiv werden. Die aktiven Squadrons sind unterteilt nach ihren Spezialisierungen:
- C Squadron – Tauchen und Einsätze mit Kanus und Paddelbooten
- M Squadron – Antiterror-Operationen und Entern von Schiffen und Bohrinseln
- S Squadron – Transport mit Mini-U-Booten und Motorbooten

Die M Squadron besteht aus drei Gruppen namens:
- Gold-Troop
- Purple-Troop
- Black-Troop.

Die Black Troop ist spezialisiert auf Angriffe mit und von Hubschraubern aus.
Während des Kalten Krieges war die Aufgabe des SBS die einer klassischen Spezialeinheit, daher vor allem Informationsbeschaffung und Einsätze hinter feindlichen Linien. In den vergangenen Jahrzehnten hat sich jedoch, wie bei vielen Spezialeinsatzkräften, dieses Bild geändert. Heute gehört die Bekämpfung und Verhinderung von Terrorakten zu den Hauptaufgaben des SBS. Dabei führt die Einheit nicht nur maritime Aufgaben durch, sondern kann auch zum Schutz von Flughäfen, der Erstürmung von Gebäuden und der Ergreifung von verdächtigen Personen eingesetzt werden. Seit 1971 war der SBS auch regelmäßig an Anti-Terror-Operationen in Nordirland beteiligt, die im Rahmen der Military Reaction Force (MRF) und später auch in Zusammenarbeit mit der 14 Intelligence Company erfolgten.

## Rekrutierung und Ausbildung
Früher konnten sich nur Soldaten für den Dienst im SBS bewerben, die zuvor mindestens zwei Jahre bei den Royal Marines gedient hatten. Inzwischen jedoch steht die Bewerbung jedem britischen Soldaten frei.
Vor der eigentlichen Auswahl müssen Interessenten einen zweiwöchigen Kurs überstehen, der in die so genannte Boots- und die Tauchwoche untergliedert ist.
In der ersten Woche müssen sie:
- einen allgemeinen Fitness-Test absolvieren,
- 600 Meter in 15 Minuten schwimmen,
- 50 Meter in voller Uniform und mit Waffe schwimmen,
- 25 Meter tauchen.
- ihre Fähigkeiten mit dem Paddelboot beweisen und dazu 5 Kilometer mit Kanu und Rucksack marschieren und 30 Kilometer paddeln.

In der zweiten Woche geht es darum, verschiedene Tauchgänge zu absolvieren und die grundsätzliche Fähigkeit und den Willen zum Tauchen zu belegen.
Anschließend durchlaufen sie die gleiche Auswahl wie die Bewerber für den SAS, die sogenannte Special Forces Selection. Erst nachdem die Kandidaten sich in dieser Auswahl qualifiziert haben, können Soldaten mit der weiteren SBS- bzw. SAS-Selektion beginnen.
Der Trainingsabschnitt dauert acht Wochen. Während dieser Zeit muss ein extensives Schwimm- und Kanutentraining absolviert werden. Diese Ausbildung ist darauf ausgerichtet, den Kandidaten die Angst vor dem Element Wasser zu nehmen.
Des Weiteren beinhaltet die Ausbildung zum SBS-Mann die Bereiche Navigation, Nahkampf, Sprengausbildung, Erkundung von Landungsstränden (alles sowohl über als auch unter Wasser, aber auch an Land), der Umgang mit Booten (u. a. ein 55-Kilometer-Marsch per Kanu) und das Eindringen in gegnerisches Gebiet mittels Kleinst-U-Booten. Ein Überlebenstraining in Schottland ist ebenso Teil dieses Kurses wie das Tauchen in kalten Gewässern, das Tauchen mit und ohne Hilfsmittel und das Tauchen ohne Sicht. Nach dem Bestehen sind die Soldaten Mitglied des SBS im Rang eines „Swimmer Canoeist Class 3“ (SC3).
Teilweise erfolgt die Ausbildung zusammen mit dem SAS. Vor allem die Schulung in Antiterror-Taktiken wird gemeinsam absolviert.
Diejenigen, die aufgenommen werden, tragen anschließend das Zeichen der Sonderausbildung „SC“ (Swimmer Canoeist) am linken Ärmelaufschlag ihrer Uniform. Das und das Fallschirmsprungabzeichen am rechten Arm sind die einzigen Hinweise auf ihre Zugehörigkeit zum SBS. Sie tragen die gleichen Uniformen und die gleichen grünen Barette wie alle Royal Marines. Sie werden einem der Einsatztrupps zugeteilt und beginnen mit der weiterführenden Ausbildung, während dieser sie sich zu Spezialisten auf verschiedenen Gebieten weiterbilden:
- Erste Hilfe
- Kommunikation
- Terrorismusbekämpfung
- Fremdsprachen

Offiziere dienen ähnlich dem SAS für maximal drei Jahre im SBS, nach denen sie zu den Royal Marines Commandos oder in die Royal Navy zurückversetzt werden.
Laut Verteidigungsministerium bestehen lediglich 30 Prozent der Bewerber alle Prüfungen. Die Ausbildung ist dabei insgesamt nicht nur anstrengend, sondern auch gefährlich. Angeblich starben bisher mehr SBS-Angehörige bei der Ausbildung und Manövern als bei Einsätzen.
Aktuelles Beispiel für diese Vermutung ist der Tod des damaligen Kommandeurs des SBS, Lieutenant Colonel Richard Van der Horst, während einer Übung in Nordnorwegen. Van der Horst starb am 14. März 2005 nach einem Tauchunfall. Während einer Übung der NATO unternahm er einen Tauchgang in einem Swimmer Delivery Vehicle (SDV), einem ursprünglich für die Navy SEALs entwickelten Klein-U-Boot. Dabei geriet er in Schwierigkeiten, da er mit dem Gerät nicht vertraut war. Er konnte gerettet werden, verstarb jedoch eine Woche nach seiner Bergung im Krankenhaus.

## Ausrüstung
Der SBS benutzt folgende Waffen:
- Diemaco C8[4]
- HK MP5[4]
- HK53[4]
- HK G3[4]
- SIG Sauer P226[4]
- FN Minimi[4]
- GPMG[4]
- L96A1[4]
- HKP11[4]
- Blendgranate[4]

Früher waren auch folgende Waffen in Gebrauch:
- MC51[4]
- Schallgedämpfte Sten[4]
- L34A1[4]

## Geschichte
Der SBS wurde im März 1943 gegründet und führte während des Zweiten Weltkriegs seine Einsätze vor allem in Italien, Jugoslawien und Griechenland durch.
Bereits vom 7. bis 12. Dezember 1942 wurde durch das Royal Marines Boom Patrol Detachment unter Herbert 'Blondie' Hasler der Kommandoeinsatz Operation Frankton mit Cockle-Kajak gegen Schiffe im Hafen von Bordeaux durchgeführt, der von der deutschen Wehrmacht besetzt war.
Diese sollte allerdings nach kritischen Nachfragen von der konservativen Opposition geheim bleiben. Nach dem Zweiten Weltkrieg kam sie auch im Koreakrieg und im Israelischen Unabhängigkeitskrieg zum Einsatz. Daneben spionierten sie die sowjetische U-Boot-Flotte aus.

### Bekannt gewordene Einsätze
- Die Reederei Cunard Line erhielt im Jahr 1971 eine Bombendrohung mit Lösegeldforderung, wonach eine Bombe auf dem Transatlantikliner Queen Elizabeth 2 deponiert worden sei. Als Reaktion wurden – neben einem EOD-Offizier (Captain Robert Williams) und einem SAS-Sergeant (Sergeant Cliff Oliver) – zwei Mitglieder des SBS (Lieutenant Richard Clifford und Corporal Tom Jones) über dem Atlantik von einer Lockheed C-130 Hercules per Fallschirm abgesetzt. Die Besatzung der Queen Elizabeth 2 unter Captain William Law hatte zwischenzeitlich das Schiff durchsucht und zwei verdächtige Gepäckstücke gefunden. Diese wurden vom EOD/IED-Spezialisten untersucht und als harmlos bewertet. Die Bombendrohung erwies sich als Falschmeldung. Während des Einsatzes wurde das Lösegeld am geforderten Ort deponiert, jedoch nie abgeholt. Die Identität des Erpressers konnte nie festgestellt werden.

- Im April 1973 wurde die QE II von einer Gruppe jüdischer Amerikaner gebucht, um sie zu den Feiern anlässlich des 25-jährigen Bestehen des Staates Israel nach Haifa zu bringen. Im Hinblick auf die Geiselnahme während der Olympischen Spiele in München 1972 wurde eine Attacke durch die Terrorgruppe Schwarzer September für möglich gehalten. Aus diesem Grunde wurde eine Protection Group des SBS verdeckt als Reiseverkehrskaufleute eingeschifft. Beim ersten Einsatz dieser Art für die Spezialtruppe kam es zu mehreren Fehlern. So mussten bis dahin auch die Angehörigen des SBS einen militärischen Kurzhaarschnitt tragen, der in der damaligen Zeit – in der die Haare im zivilen Bereich länger getragen wurden – sehr auffällig war. Zum anderen operierte der SBS bis dahin ausschließlich in Uniform und war daher das Agieren in Zivil nicht gewöhnt. In der Folge wurde der Einsatz durch die Presse aufgedeckt. Einige Jahre danach wurden bei einem weiteren derartigen Einsatz zwei Gruppen eingeschifft – ein offen operierendes Team und ein verdecktes. Diese Operation blieb unerkannt.

- Einheiten des SBS wurden 1982 mehrfach im Falklandkrieg eingesetzt. Besondere Bedeutung kam ihnen bei der Rückeroberung von Südgeorgien zu. Während des Krieges starben nur zwei SBS-Mitglieder, beide durch friendly fire.[7]

- Am 27. Februar 1991 stürmten Angehörige des SBS im Rahmen des Zweiten Golfkriegs die britische Botschaft in Kuwait. Sie wurden durch Sea King-Helikopter eingeflogen und seilten sich von diesen aus ab. Während der Operation setzte der SBS Blendgranaten ein, da man davon ausging, dass die Botschaft durch irakische Truppen besetzt war. Im Nachhinein stellte sich heraus, dass die Botschaft nie besetzt war und ein anwesender kuwaitischer Hausmeister sie hätte aufschließen können.

- Am 23. November 1992 enterten zwei Teams des SBS in einer Anti-Drogen-Operation das Frachtschiff Foxtrot Five. Das Schiff wurde in einer gemeinsamen Operation von US Drug Enforcement Administration (DEA), britischem Zoll und Polizei, sowie Interpol überwacht und seine Fahrt von einer kolumbianischen Insel über den Atlantik nach Greenwich bei London verfolgt. Während der Entladung an der Themse näherten sich zwei SBS-Teams in Schlauchbooten, enterten das Schiff und stellten die Drogenschmuggler auf frischer Tat. Gleichzeitig ging bewaffnete Polizei von Land her vor und stürmte das Lagerhaus am Pier. Während der Aktion wurden fünf Mann verhaftet und Drogen im Millionenwert sichergestellt. Die Teilnahme des SBS wäre nie bekannt geworden, hätte nicht eine Frau namens Dr. Joyce Lowman zufällig im Augenblick des Enterns ein Foto gemacht.

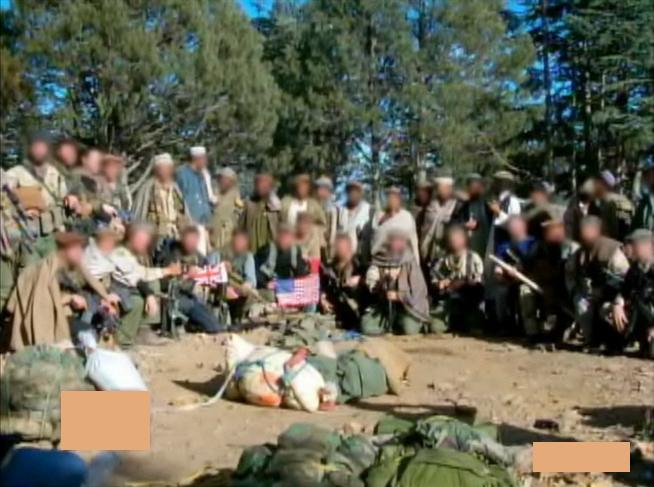
US-Delta Force und britische Special-Boat-Service-Kommandos bei Tora Bora

- Im Herbst 2001 waren Einheiten des SBS Teil der Invasionstruppe, die in Afghanistan gegen die Taliban kämpften. Unter anderem besetzten dabei 100 Soldaten der C-Kompanie des SBS im November 2001 den Luftwaffenstützpunkt Bagram nahe Kabul im Nordosten des Landes, allerdings ohne Billigung der Hauptstreitmacht USA. Bagram war zu diesem Zeitpunkt von starken Einheiten der Taliban und der gegnerischen Nordallianz eingeschlossen, die um die Hoheit über die Schlüsselstellung kämpften. Die SBS-Einheit sollte als Vorhut einer aus mehreren tausend Mann bestehenden alliierten Kampfgruppe dienen. Der britische Einsatz fand zwar die Unterstützung paschtunischer Führer im Süden des Landes. Die wollten so verhindern, dass die Nordallianz Kabul kontrolliert. Die Nordallianz aber war dagegen, was von den USA geduldet wurde. Dies führte dazu, dass die britischen Soldaten in Bagram letztlich einen Tag und eine Nacht gegen Nordallianz und Taliban kämpften, bis sie von amerikanischen Verbänden entsetzt wurden. Ihr Einsatz verursachte erhebliche diplomatische Verstimmungen zwischen den USA und Großbritannien.

- Am 24. September 2007 befreite der SBS in Afghanistan zwei italienische Soldaten aus der Gewalt der Taliban. Hierbei wurde einer der Entführten leicht, der andere schwer verletzt. Alle acht Geiselnehmer wurden getötet. Der Zugriff erfolgte aus der Luft mit Westland Lynx Hubschraubern.[8]

- In der Schlacht um Kundus unterstützte das SBS afghanische Spezialeinheiten beim Versuch, die Stadt wieder zurückzuerobern.[9]

## Öffentlichkeit
Veröffentlichungen in Presse und Literatur zu den spezialisierten Einsatzkräften werden vom britischen Verteidigungsministerium nicht kommentiert.
Im Gegensatz zum ausführlich dokumentierten SAS gab es lange Zeit keine offen zugänglichen Informationen zum SBS. In der Folge des Zweiten Golfkrieges kam es zu einer Flut von Publikationen ehemaliger Angehöriger des SAS. Diesem Beispiel folgten nur wenige Angehörige des SBS. Die große Anzahl von Veröffentlichungen zu Spezialkräften führte im Jahr 1997 dazu, dass Anwärter vor der Übernahme in die aktiven Einheiten – zusätzlich zum Official Secrets Act – eine Klausel unterschreiben mussten, in der sie sich verpflichten, nicht über ihre Tätigkeit bei den Spezialkräften zu schreiben.
In 18 Stunden bis zur Ewigkeit (Juggernaut) aus dem Jahr 1974 hatte der SBS seinen für lange Zeit einzigen filmischen Auftritt. Mit Stratton wurde 2017 der erste Band der Romanreihe von Duncan Falconer rund um den SBS für die große Leinwand adaptiert.
Einen ersten literarischen Einblick in die Taktik und Arbeitsweise des SBS gab es 1979 im Roman Des Teufels Alternative (The Devil’s Alternative) von Frederick Forsyth.